# Air Creebec
Air Creebec è una compagnia aerea regionale canadese, con sede a Val-d'Or mentre i suoi hub principali sono l'Aeroporto Internazionale di Val-d'Or, l'Aeroporto Internazionale di Montréal-Pierre Elliott Trudeau e l'Aeroporto Internazionale di Waskaganish.

## Storia

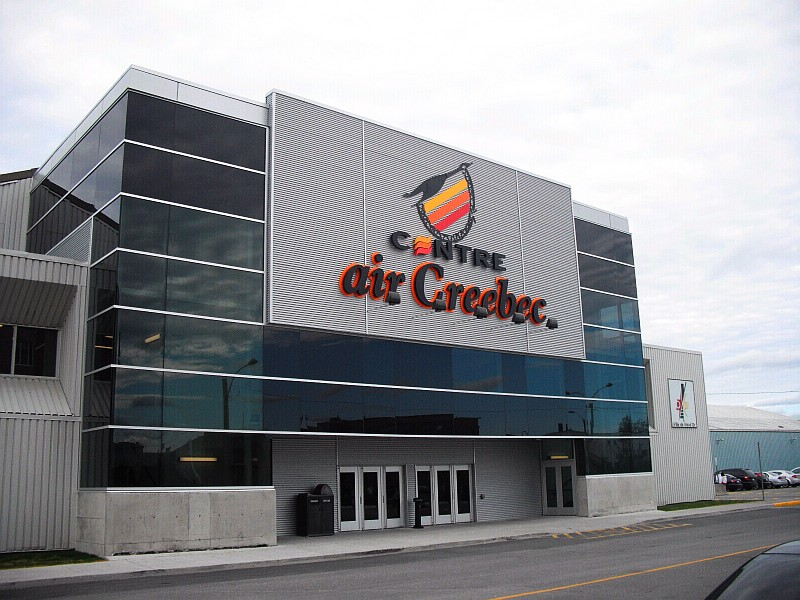
Sede di Air Creebec.

La compagnia è stata fondata nel giugno 1982 da Billy Diamond, il quale è diventato anche presidente, ed ha iniziato a volare subito dopo, il 1° luglio. Inizialmente la società fu costituita dal 51% dai nativi Cree ed dal 49% da Austin Airways. Nel 1988, i nativi hanno acquistato la restante parte dell'azienda diventandone unici proprietari. Il personale di volo è composto principalmente da residenti nelle cosiddette Prime Nazioni.
La società ha volato per un certo periodo di tempo anche per il marchio Air Canada Connector.

## Flotta

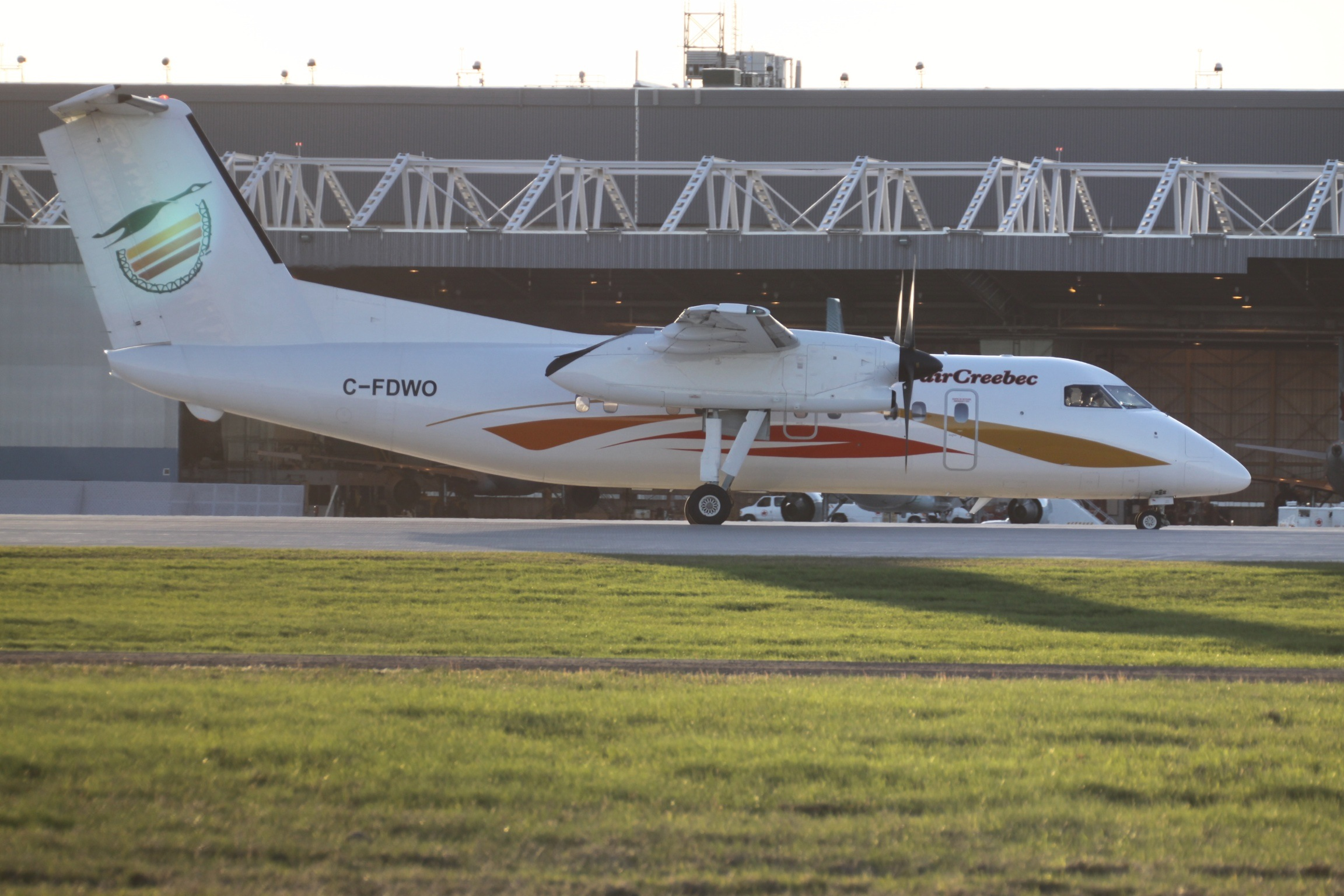
Un De Havilland Canada DHC-8-100 di Air Creebec.

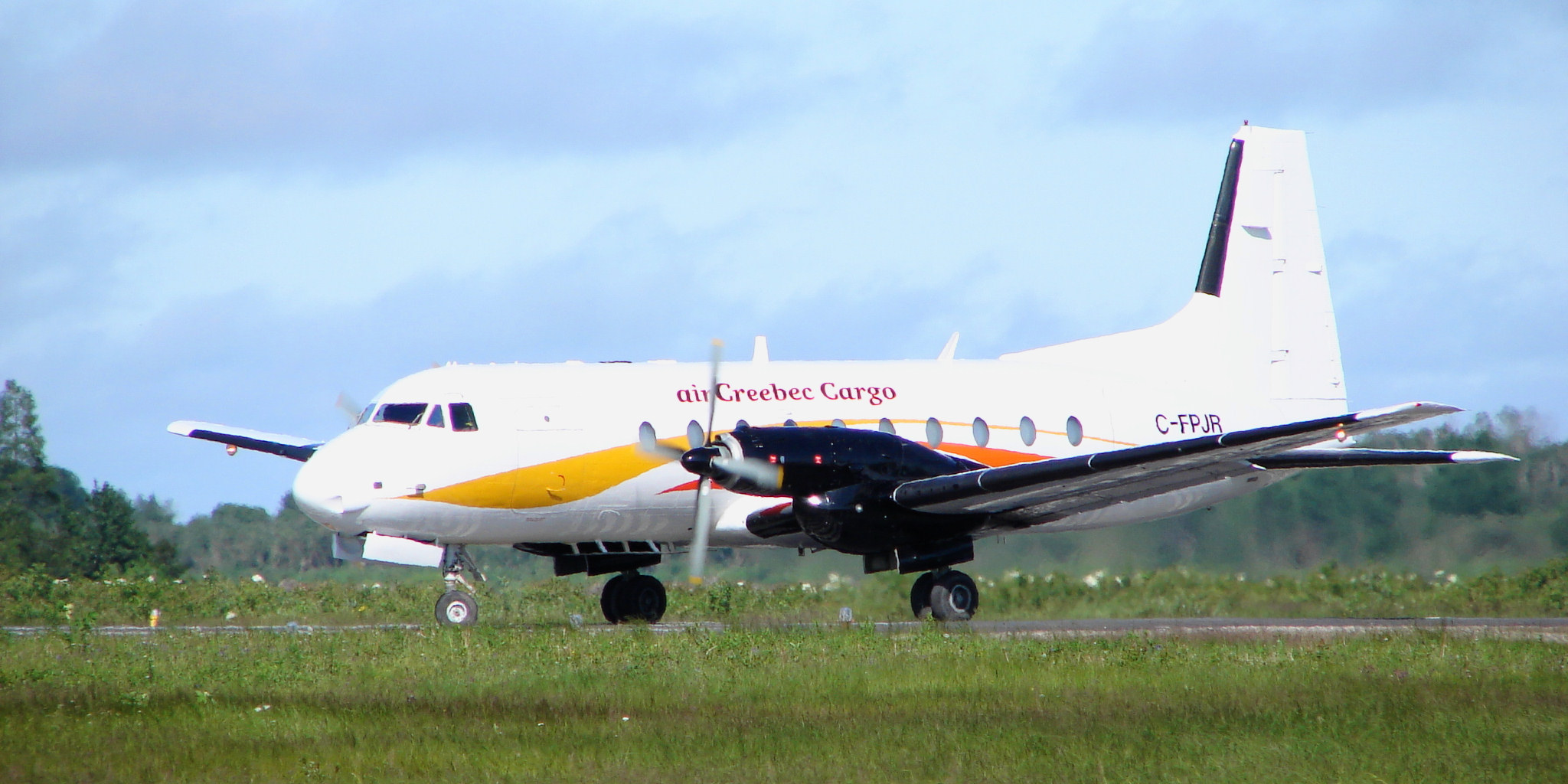
Un Hawker Siddeley HS 748 di Air Creebec.

Ad aprile 2020 la flotta Air Creebec risulta composta dai seguenti aerei:

## Flotta storica

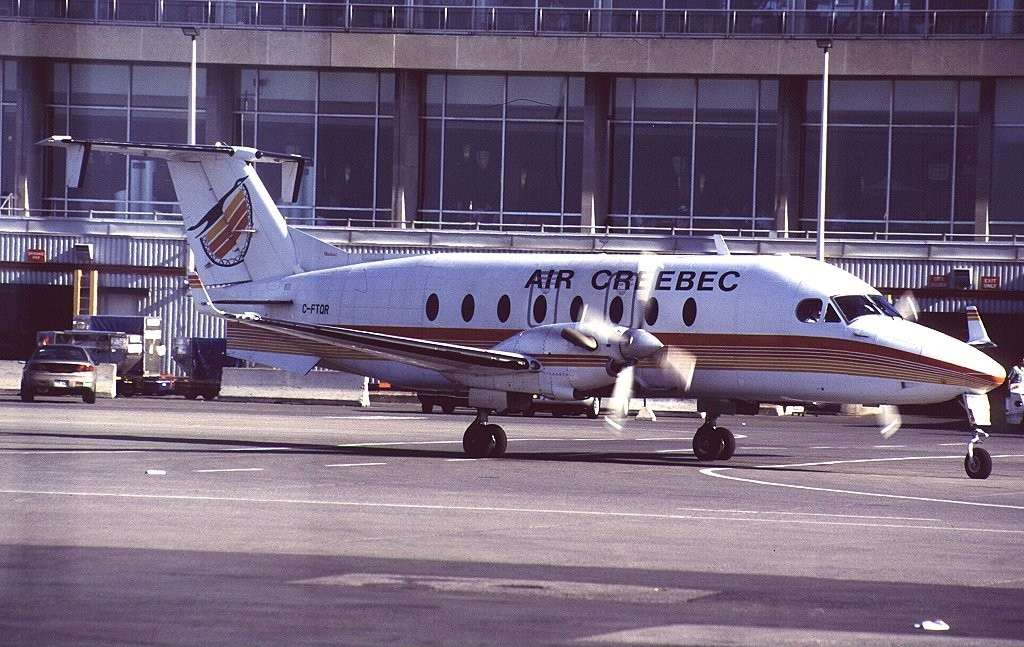
Un Beechcraft 1900D di Air Creebec.

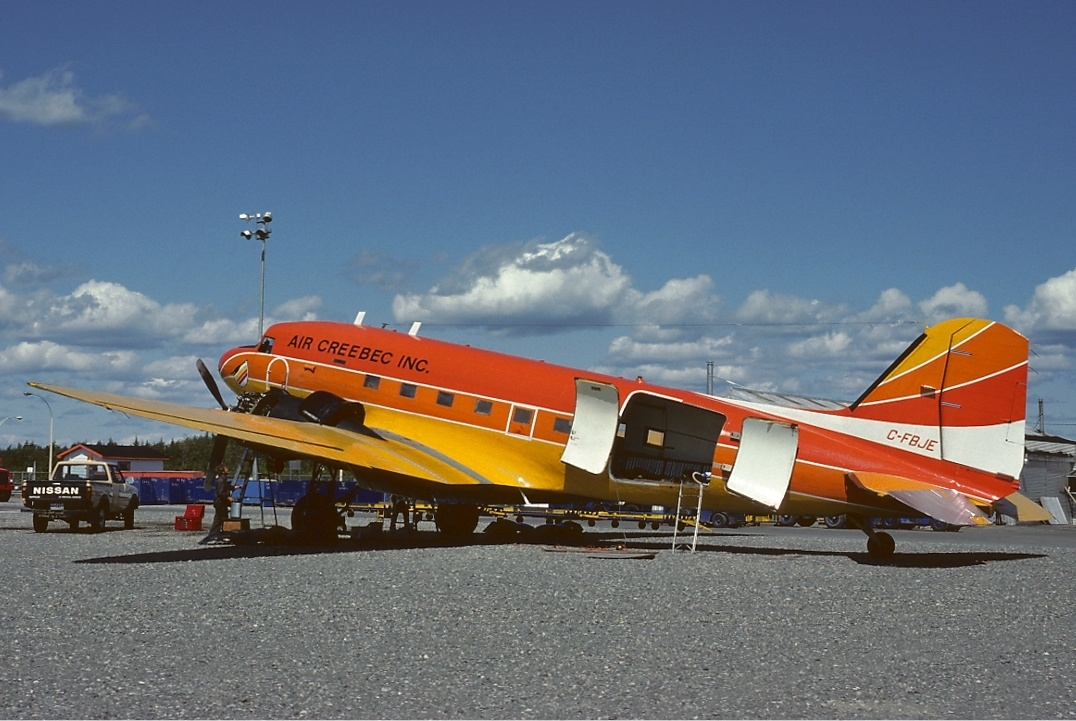
Un Douglas C-47A Skytrain di Air Creebec.

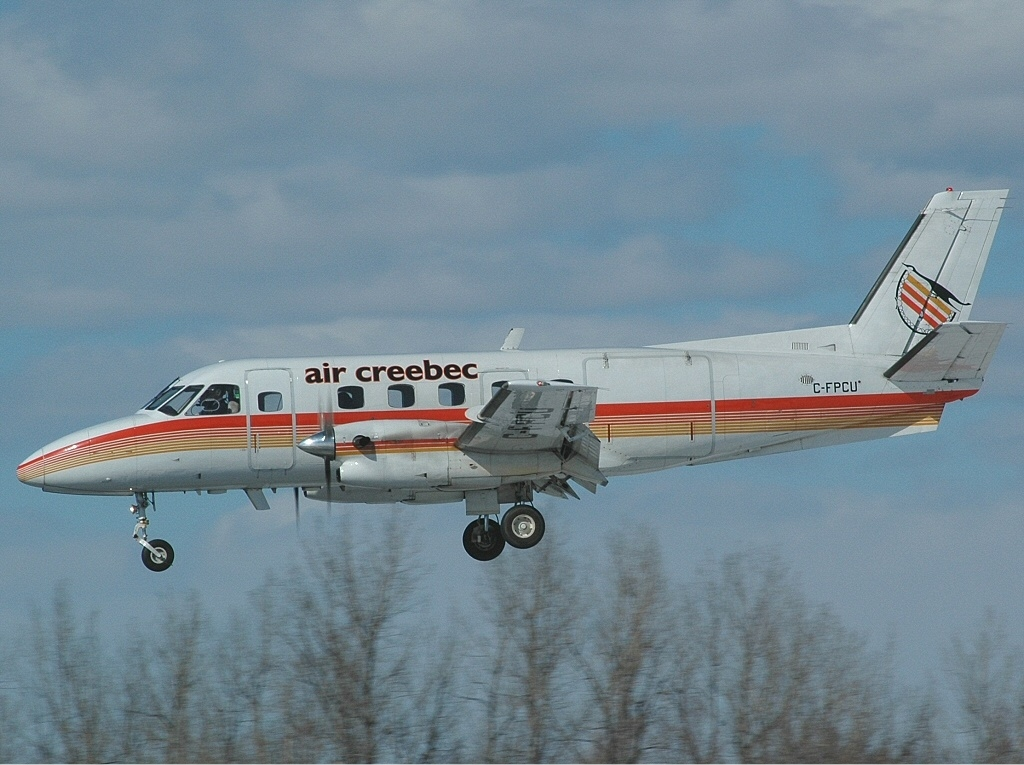
Un Embraer EMB-110 Bandeirante di Air Creebec.

Nel corso degli anni Air Creebec ha operato con i seguenti modelli di aeromobili:
- Beechcraft 1900D
- Douglas C-47A Skytrain
- Embraer EMB-110 Bandeirante